# Souloise
La Souloise est une rivière des Alpes françaises, sous-affluent du Rhône par le Drac et l'Isère.

## Géographie
La Souloise prend sa source sous le col de Rabou (alt. 1892 m.), dans le massif du Dévoluy, dans les Hautes-Alpes, se dirige vers le nord, et se jette dans le lac du Sautet, en Isère, où elle rejoint le Drac après un parcours de 25,6 km.

### Départements et communes traversés
- Hautes-Alpes (canton de Dévoluy) :
  - Dévoluy
- Isère (canton de Corps) :
  - Pellafol (rive gauche)
  - Monestier-d'Ambel (rive droite)
  - Ambel (rive droite, sur le lac du Sautet)

### Profil
Le cours supérieur de la Souloise se présente comme un vallon montagneux, rocheux mais hospitalier. Au sud de Saint-Étienne, la rivière bute sur un verrou rocheux qu'elle traverse par un défilé profond mais extrêmement étroit (moins de 10 mètres par endroits) sur moins d'un kilomètre. Ce défilé  spectaculaire, nommé « les Étroits », est équipé en via ferrata :
- la traversée des Beaumes, voie courte (550 m.) et classée AD (assez difficile),
- Vertigo, plus longue (1280 m.) et sa variante Super-vertigo (1000 m.), classées D+ (difficiles)[3].

La route franchit le site en corniche, avec des vues impressionnantes sur la défilé et sur les voies.
Au sud de Saint-Disdier, la rivière est de nouveau fortement encaissée mais forme un "V" plus traditionnel, dont le fond est souvent accessible, notamment aux alentours des Gillardes. 
La partie immergée de la vallée est creusée dans un ancien plateau alluvial d'origine fluvio-glaciaire, dont reste sur la rive gauche la grande plaine de Pellafol, face au village d'Ambel.

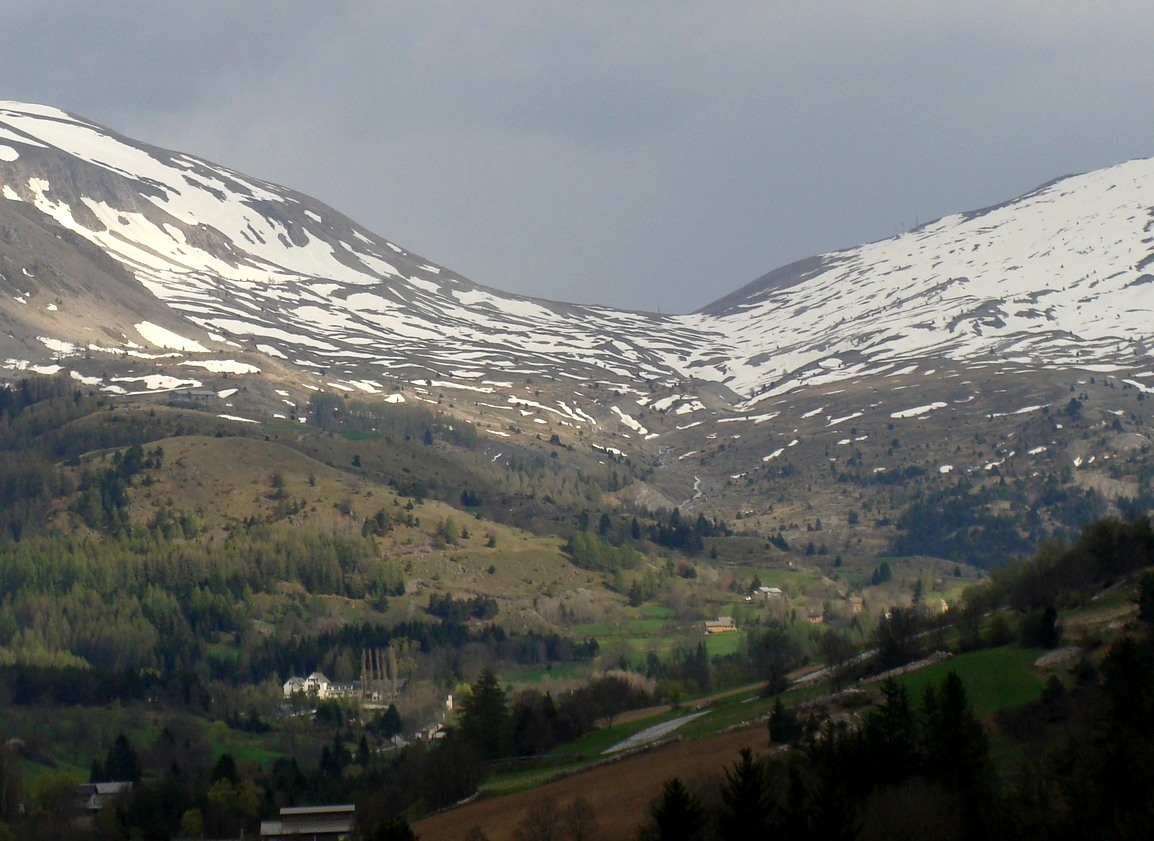
Le haut vallon de la Souloise
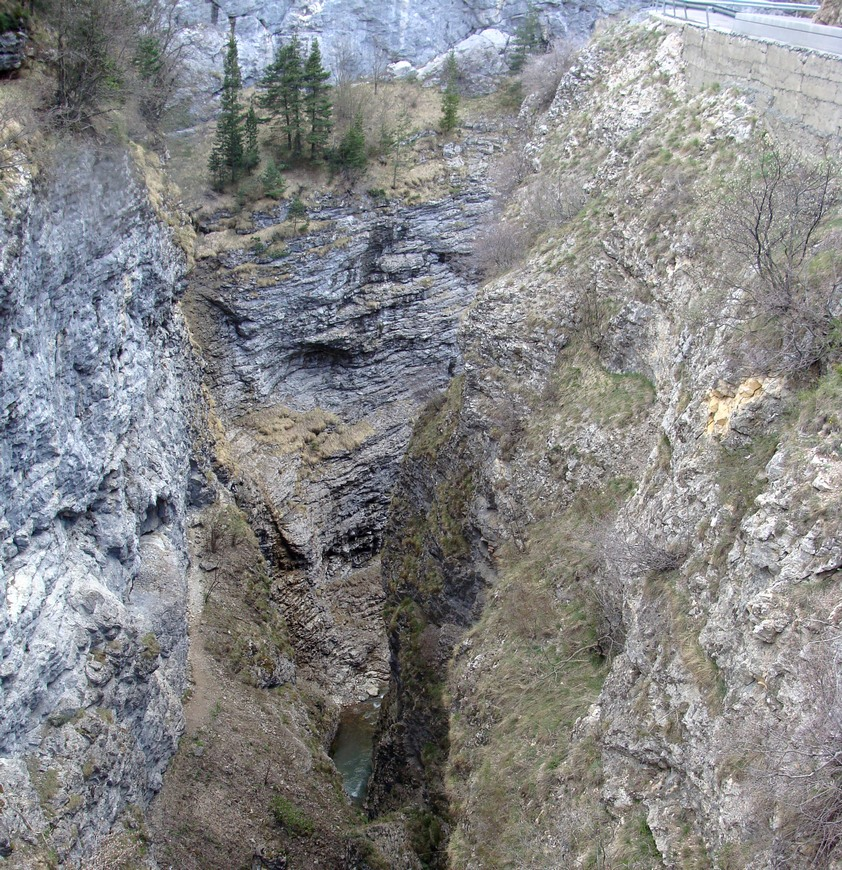
Une vue des « Étroits ».
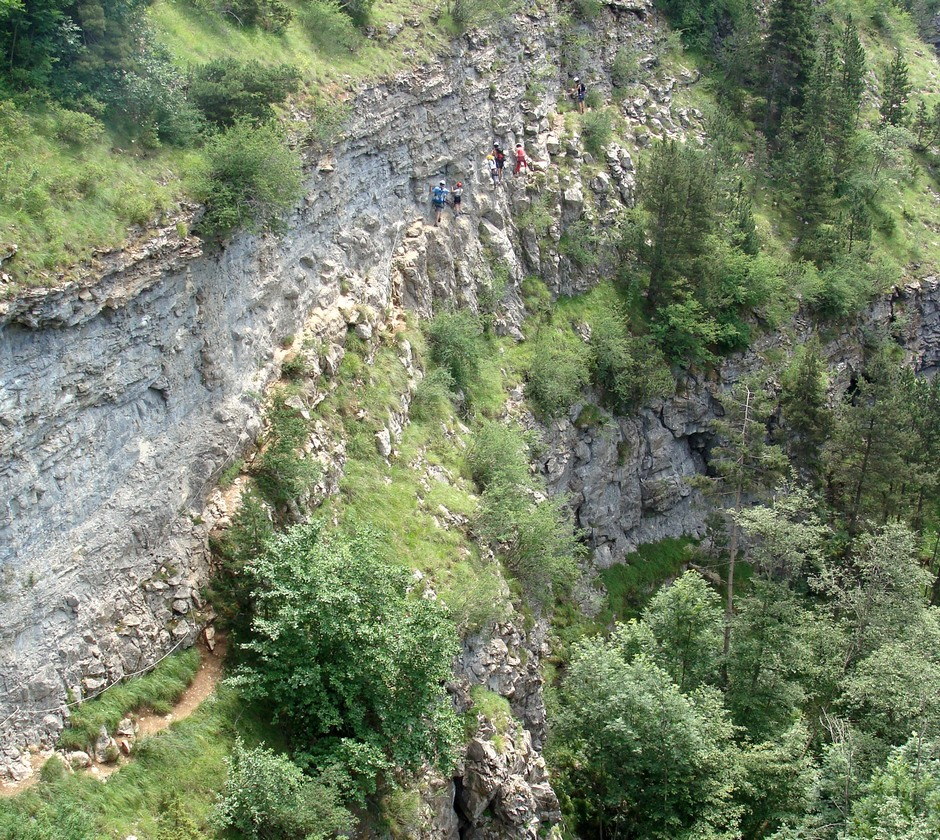
Randonneurs sur la via ferrata.
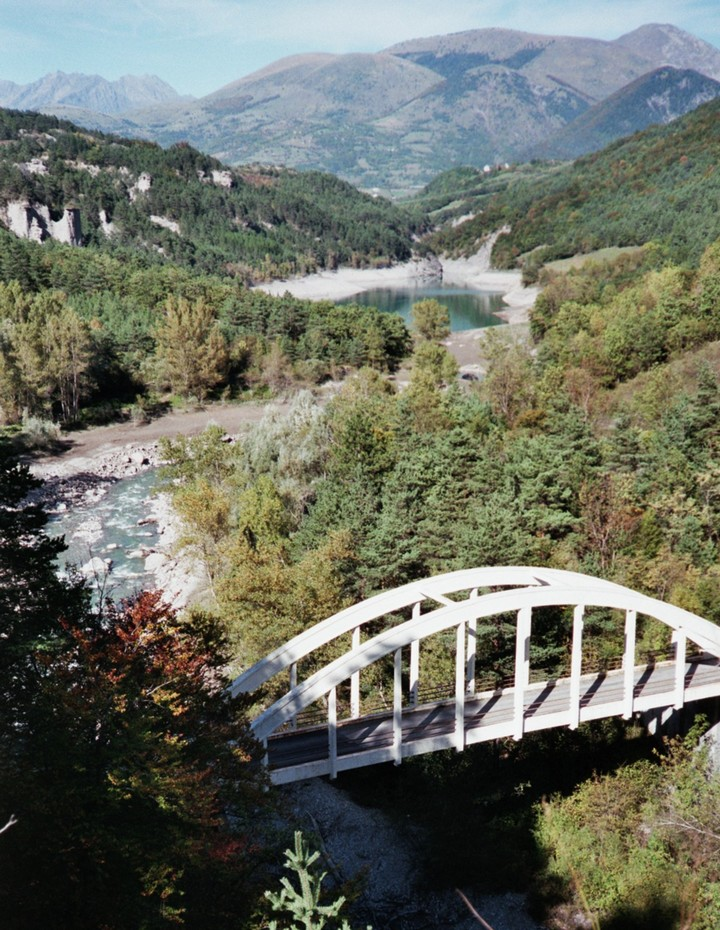
La Souloise à l'approche du lac du Sautet.

### Principaux affluents
Les principaux affluents en termes de débit sont :
- la Ribière (rive gauche), qui conflue avec la Souloise à Saint-Disdier,
- les Grandes Gillardes (rive gauche), une des deux exsurgences qui se déversent dans la Souloise peu après son entrée dans le département de l'Isère.

## Hydrographie

### Les Gillardes

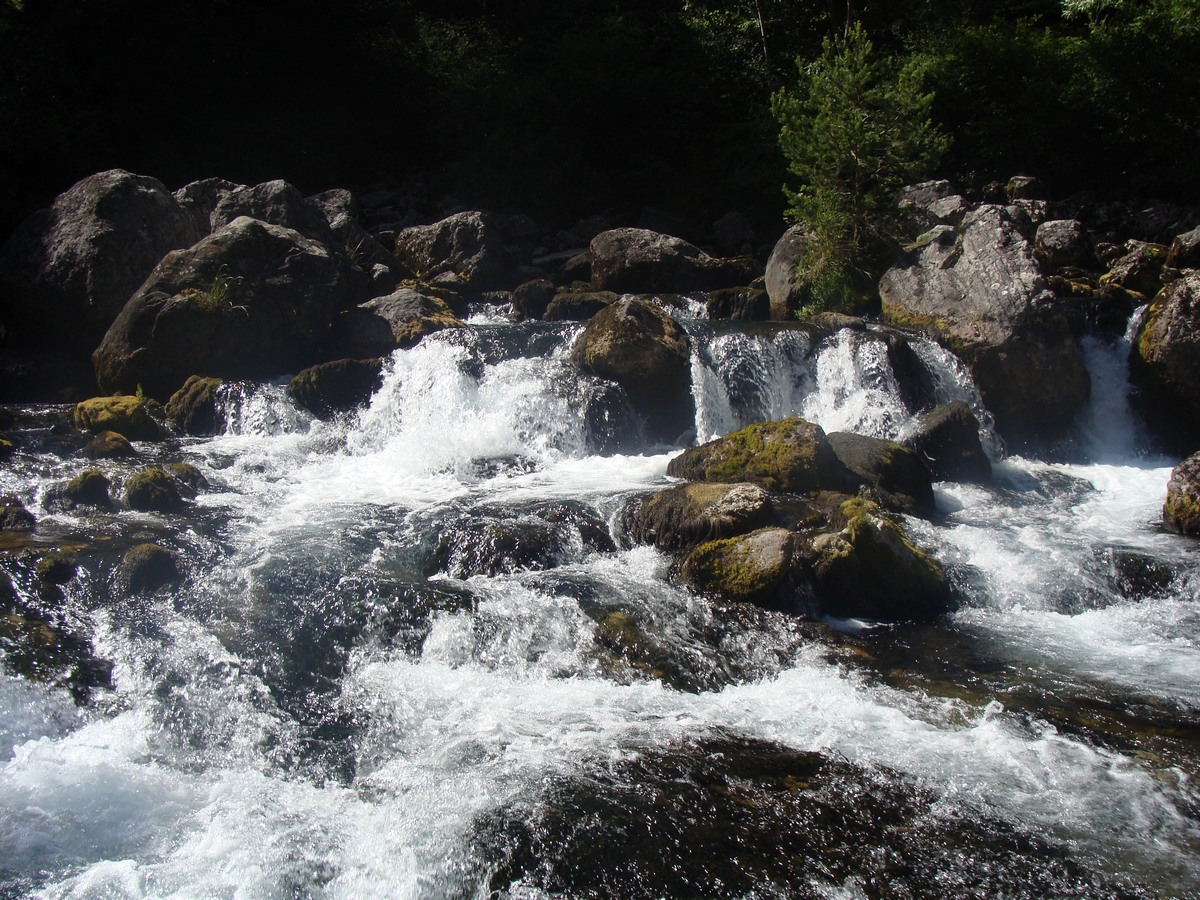
Les Grandes Gillardes (photo prise en été).

Le massif du Dévoluy est formé de roches calcaires, qui laissent pénétrer les eaux de pluie, notamment par des ouvertures nommées chourums, nombreuses dans tout le massif. Ces eaux devenues souterraines s'accumulent puis ruissellent sur les couches imperméables situées sous les couches calcaires, et rejoignent la surface à l'extrémité nord du Dévoluy, au débouché du défilé de la Souloise, à l'altitude de 820 mètres, sous forme d'exsurgences nommées les « Gillardes » :
- les Grandes Gillardes sont situées sur la rive gauche de la Souloise, dans la commune de Pellafol. Ce sont les troisièmes exsurgences de France pour le débit moyen, après la fontaine de Vaucluse et les sources de la Touvre. Toutefois leur débit peut dépasser les 30 m3/s[5].
- les Petites Gillardes, situées sur la rive droite, dans la commune de Monestier-d'Ambel, sont intermittentes; leur débit moyen est de 1,27 m3/s avec des pointes de 10 m3/s[6].

Le débit permanent des Gillardes est largement supérieur à celui de la Souloise dans laquelle elles se déversent. 
Le site des Gillardes est dominé, côté est, par la falaise des Bréchons, haute de 500 mètres. Côté ouest, le site est contourné par le canal de Pellafol, important ouvrage d'adduction d'eau taillé dans la roche, aujourd'hui abandonné.
Le site est facilement accessible depuis la D 937 joignant Corps (Isère) à Veynes (Hautes-Alpes). Des sentiers balisés permettent de visiter le site et ses environs ; plusieurs panneaux d'information à caractère pédagogique ont été installés.